# Louga (fleuve)
Pour les articles homonymes, voir Louga (homonymie).
La Louga (en russe : Луга) est un fleuve de Russie long de 353 km.

## Géographie
La Louga draine un bassin versant de 13 200 km2 situé dans les oblasts de Novgorod et de Leningrad et débouche dans la baie de Louga dans le golfe de Finlande. Son cours n'est que partiellement navigable. La Louga gèle au début du mois de décembre, la débâcle intervenant les premiers jours d'avril.
La Louga arrose les villes de Louga et Kingissepp. À l'embouchure de la Louga se trouve le port d'Oust-Louga, un important terminal pour porte-conteneurs.
Son principal tributaire est l’Oredej (en rive droite). La source de la Louga se trouve au milieu de tourbières du nord-ouest de l’oblast de Novgorod. La rivière s'écoule d'abord vers le sud, draine le District de Batetsky puis se détourne vers l'ouest. Sur une partie de son cours, elle forme une frontière naturelle entre les Oblasts de Novgorod et de Leningrad. Ensuite, elle s'écoule vers le nord-ouest, puis à Louga se tourne vers le nord. C'est là que se trouve la confluence avec l’Oredej. En quittant le faubourg de Tolmachyovo, elle reprend un cours nord-ouest pour atteindre le raïon de Louga. une partie de son cours, elle forme une frontière naturelle des raïons de Gatchinsky, de Volossov et de Kinguisepp. À Kinguisepp, la Louga tourne à nouveau vers le nord puis le nord-est.
Le bassin hydrographique de la Louga recouvre une grande partie du nord de l’Oblast de Novgorod (dont le site archéologique de Choum-gora), et le sud-ouest de l’Oblast de Leningrad.

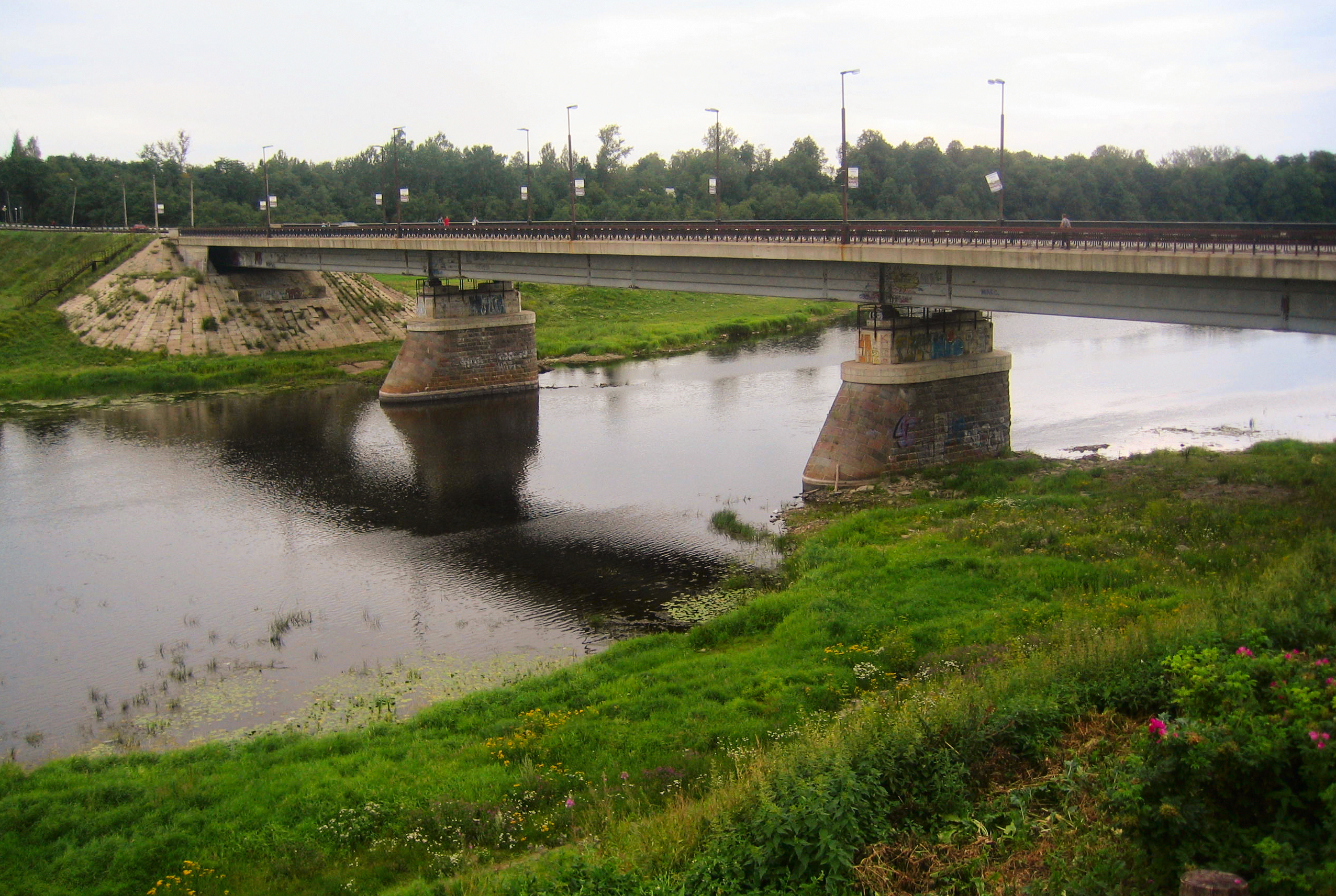
Pont sur la Louga à Kingissepp
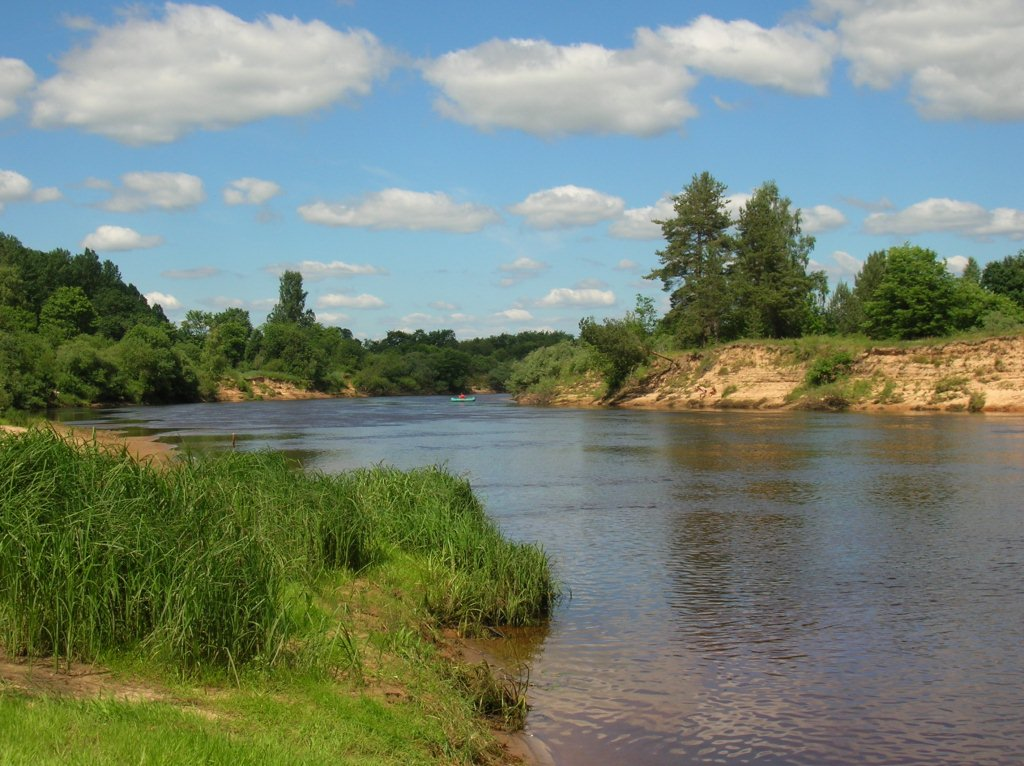
La Louga à Djelezo, Raïon de Louga